# Província de Sidi Bel Abbès
La província o wilaya de Sidi Bel Abbes (àrab: ولاية سيدي بلعباس, wilāyat Sīdī Bi-l-ʿAbbās) és una de les províncies o wilayes d'Algèria. La seva capital és Sidi Bel Abbes. Està situada al nord-oest del país. Les ciutats de Tessala, Sidi Ali Benyoub i Sidi-Brahim estan en aquesta província.